# میزونو تاداماسا

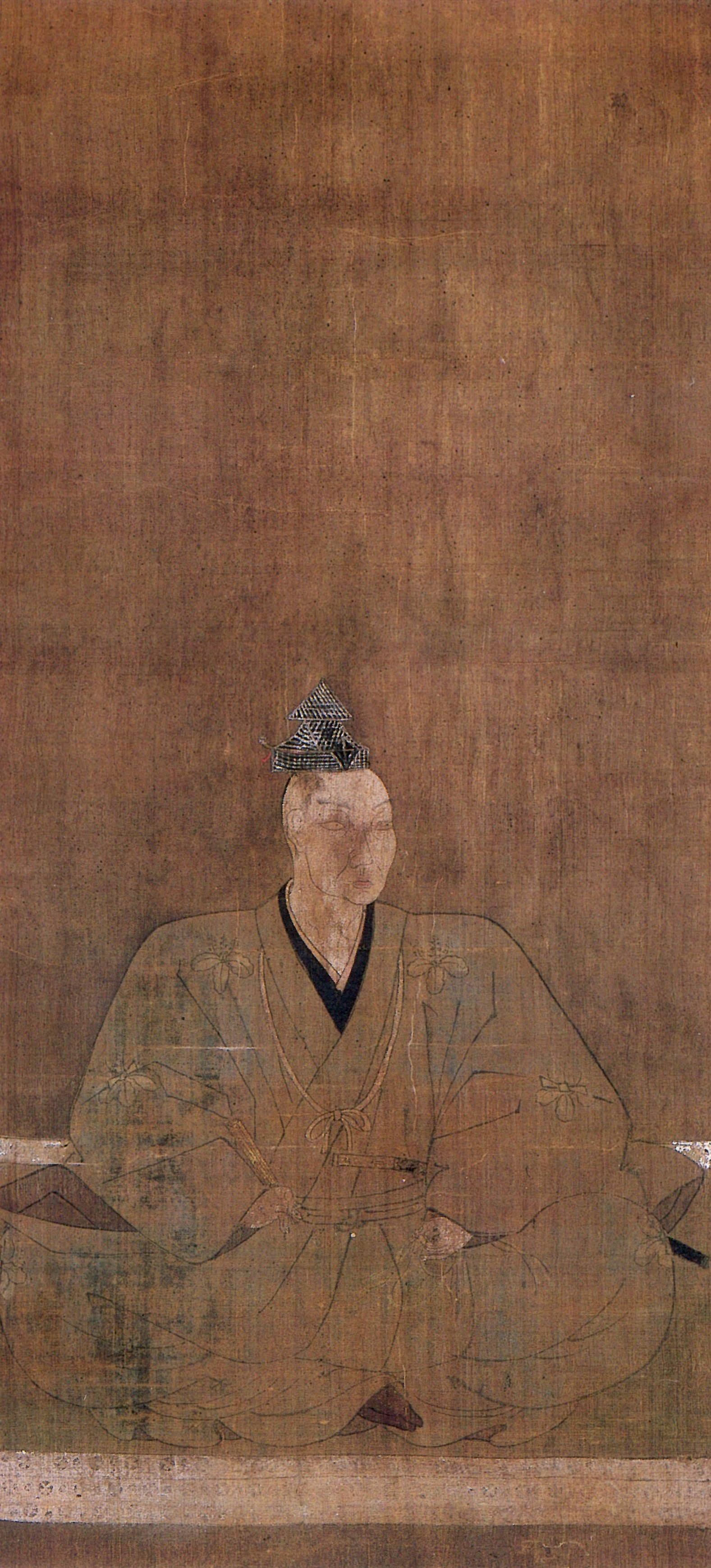
تصویری نقاشی شده از میرونو تاداماسا

میزونو تاداماسا (به ژاپنی: 水野 忠政 みずの ただまさ) (۱۴۹۳ – ۱۵۴۳) یک ارباب سامورایی در ژاپن بود. شهرت او بیشتر بخاطر دختر او اودای-نو-کاتا است که مادر توکوگاوا ایه‌یاسو پایه‌گذار شوگون سالاری توکوگاوا بوده است.